# Чіріако Де Міта
Луїджі Чіріако De Де Міта (італ. Luigi Ciriaco De Mita; 2 лютого 1928, Нуско, Кампанія — 26 травня 2022) — італійський правник і політик, колишній Голова Ради Міністрів Італії.

## Життєпис
Закінчив юридичний факультет Католицького університету Святого Серця в Мілані.
Політичну діяльність розпочав у Християнсько-демократичній партії. У 1963 році він був вперше обраний до Палати депутатів. З 1984 по 1988 і знову з 1999 по 2004 рік він був депутатом Європейського парламенту.
У кінці 60-х років Де Міта вперше призначений статс-секретарем в одному з відділів. У 70-х обіймав посаду міністра промисловості і зовнішньої торгівлі в урядах на чолі з Маріано Румором, Альдо Моро і Джуліо Андреотті.
З 1982 по 1989 був національним секретарем християнських демократів. У 1988 році він очолив коаліційний уряд. Повернувся до Палати депутатів у 1996 році від Народної партії. Від 2002 року належав до партії «Маргаритка: Демократія — це свобода», а у 2007 став членом Демократичної партії.
У 2008 безуспішно намагався стати сенатором від коаліції «Союз центру». У 2009 році був знову обраний членом Європарламенту.